# Mas de Sant Pere (Sallent)
Mas de Sant Pere és mas al terme municipal de Sallent (Bages) catalogat l'Inventari del Patrimoni Arquitectònic de Catalunya. Mas orientat cap a migdia. Teulada a doble vessant amb el carener perpendicular a la façana. L'edifici consta de dos pisos. El primer és una eixida porxada amb arcs de mig punt; actualment és l'habitatge. El segon pis pertany a les golfes, també presenta dos arcs de mig punt. A llevant es troba adossada la part més antiga del mas, amb una gran portada proveïda d'un arc rampant i un primer pis porxat. Els corrals es troben en la part frontal d'aquesta construcció.